# Cestrum diurnum
Cestrum diurnum, llamada comúnmente dama de día o galán de día, es una especie de arbusto del género Cestrum de la familia de las solanáceas. Es originaria de las Antillas.

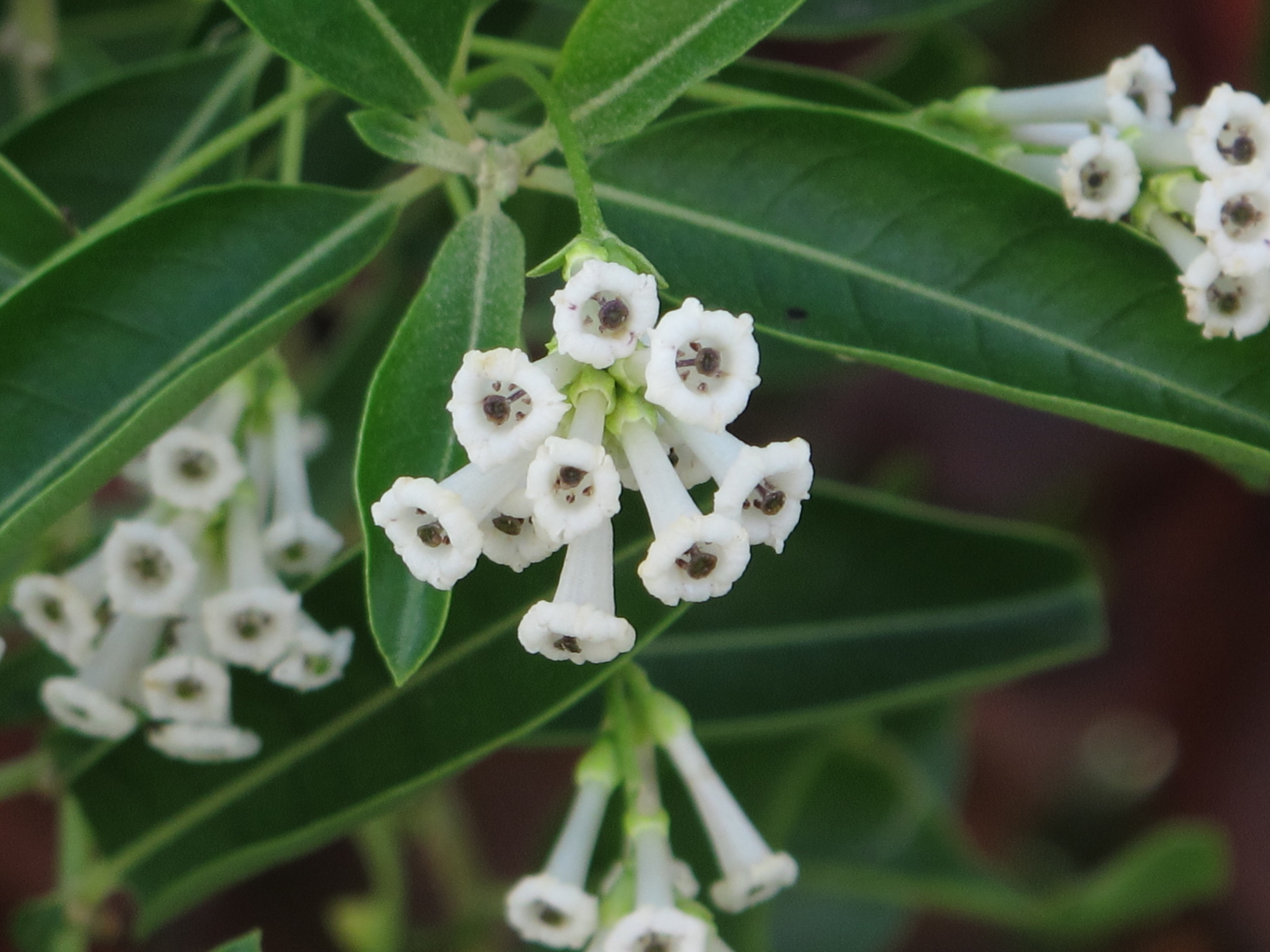
Flores

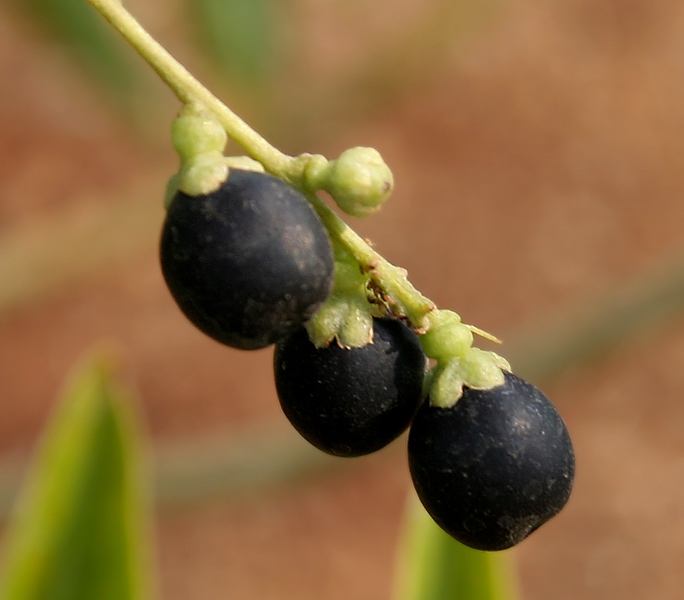
Fruto

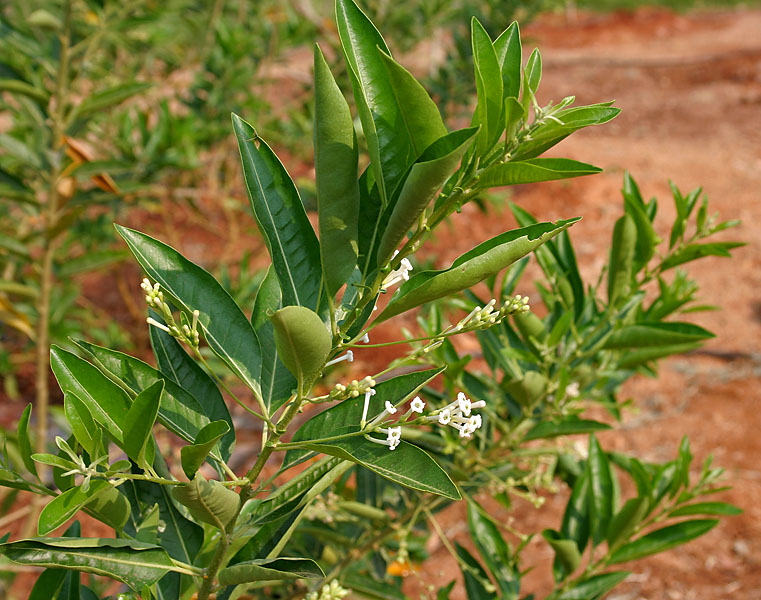
Hojas

## Descripción
Es un arbusto que alcanza un tamaño de 1 a 5 m de altura o hasta 10 m de altura como árbol. Las ramas son, a menudo, colgantes, las ramas son delgadas, glabras o más o menos peludas. Las hojas son alargadas u oblongas elípticas, membranosas de hasta 15 cm de largo y 6,5 cm de ancho, agudas a acuminadas, la base se estrecha. 
Las panículas de las inflorescencias son tan largas como las hojas más o menos o más cortas. Se componen de varias flores que son fragantes en la noche. Los tallos de las flores son de 1 a 7 cm de largo. El cáliz es de 3 a 4,5 mm de largo y cubierto con lóbulos triangulares en forma de campana. La corona es de color blanco a blanco verdoso  de 12 a 17 mm de largo. Los frutos son bayas de color púrpura-azul al negro, elípticas y de 6 a 7 mm de largo.

## Distribución y hábitat
La especie se encuentra en la América tropical, en las Antillas (Puerto Rico, Bahamas, Cuba, Jamaica, las Islas Caimán y La Española). Crece a lo largo de los ríos y en los bordes de carreteras, en altitudes bajas.

## Propiedades
Las hojas de Cestrum diurnum son reportadas como fuentes de vitamina D3. También se informó que las partes aéreas tienen actividades citotóxicas y trombolíticas.

## Taxonomía
Cestrum diurnum fue descrita por Carlos Linneo y publicado en Species Plantarum 1: 191. 1753.
Etimología
Cestrum: nombre genérico que deriva del griego kestron = "punto, picadura, buril", nombre utilizado por Dioscórides para algún miembro de la familia de la menta.
diurnum: epíteto latino que significa "diurno". 
Sinonimia
- Cestrum album Ferrero ex Dun.
- Cestrum diurnum var. fasciatiflorum Dunal
- Cestrum diurnum var. fastigiatum (Jacq.) Stehlé
- Cestrum diurnum var. marcianum Proctor
- Cestrum diurnum var. odontospermum (Jacq.) O.E.Schulz
- Cestrum diurnum var. portoricense O.E.Schulz
- Cestrum diurnum var. tinctorium (Jacq.) M.Gómez
- Cestrum diurnum var. venenatum (Mill.) O.E.Schulz
- Cestrum elongatum Steud.
- Cestrum fastigiatum Jacq.
- Cestrum fastigiatum Jan
- Cestrum odontospermum Jacq.
- Cestrum pallidum Lam.
- Cestrum tinctorium Jacq.
- Cestrum tinctorium Griseb.
- Cestrum venenatum Mill.[6]

## Nombres comunes
- Galán de día, dama de día, parqui, planta hedionda de México, yerba hedionda de México[7]